# Wolfgang Nadvornik (Ökonom)
Wolfgang Nadvornik (* 31. März 1956 in Amstetten, Niederösterreich) ist ein österreichischer Wirtschaftswissenschaftler und Universitätsprofessor an der Alpen-Adria-Universität in Klagenfurt.

## Ausbildung und wissenschaftliche Laufbahn
Nadvornik studierte Betriebswirtschaftslehre und Wirtschaftspädagogik an der Johannes-Kepler-Universität Linz. Nach Promotion und Praxis im Wirtschaftstreuhandwesen (KPMG) habilitierte er im Fachbereich Betriebswirtschaftslehre und war an in- und ausländischen Universitäten, wie an der Universität Osnabrück, der Philipps-Universität Marburg und der Universität in Riga (Lettland), als Gastdozent bzw. Gastprofessor tätig. Von einer Professorenstelle an der Ernst-Moritz-Arndt-Universität Greifswald in Deutschland wurde er an die Alpen-Adria-Universität als ordentlicher Universitäts-Professor für Betriebliche Finanzierung, Geld- und Kreditwesen berufen, um dort am Aufbau des gleichnamigen wirtschaftswissenschaftlichen Lehrstuhles mitzuwirken.
Seine Spezialgebiete sind unter anderen Investition und Finanzierung, Kreditprüfung, Aktienbewertung sowie Finanzwirtschaftliche Unternehmens- und Beteiligungsbewertung und Revisions- und Treuhandwesen.

## Publikationen (Auswahl)

### Monographien
- Konzernrechnungslegung in Österreich: Begründung und Grundsätze für ihre Reform, 1985.
- Künftiger Ertrag im Jahresabschluß: ein Beitrag zur verbesserten Aussagefähigkeit der Unternehmensrechnung, 1994, ISBN 3-85122-370-5.

### Beiträge in Büchern und Zeitschriften
- Was zählt, ist die Zukunft. In: W. Nadvornik, E. Juritsch, A. Gutschelhofer (Hrsg.): Gern geschehen Unternehmensnachfolge in Familienbetrieben. Linde Verlag Wien, Wien 2007, S. 207–213.
- Shareholder Value – die Magie betriebswirtschaftlicher Entscheidungsfindung durch Finanz-Kennzahlen. In: P. Kellermann (Hrsg.): Geld und Gesellschaft. Interdisziplinäre Perspektiven. 2. Auflage. VS Verlag für Sozialwissenschaften, Wiesbaden 2006, S. 189–200.
- mit S. Grechenig: Unternehmenserwerb in den neuen Mitgliedstaaten. In: N. Kailer, H. Pernsteiner (Hrsg.): Wachstumsmanagement für Mittel- und Kleinbetriebe. Erich Schmidt Verlag, Berlin 2006, S. 43–61.
- Shareholder Value – die Magie betriebswirtschaftlicher Entscheidungsfindung durch Finanz-Kennzahlen. In: P. Kellermann (Hrsg.): Geld und Gesellschaft. Interdisziplinäre Perspektiven. 1. Auflage. VS Verlag für Sozialwissenschaften, Wiesbaden 2005, S. 189–200.
- mit T. Schuschnig: Kreditprüfung durch den Wirtschaftsprüfer. In: G. Brösel, R. Kasperzak (Hrsg.): Internationale Rechnungslegung, Prüfung und Analyse – Aufgaben und Lösungen. Oldenbourg, München 2004, S. 485–499.
- mit T. Schuschnig: Kreditprüfung in der Unternehmenskrise. In: B. Feldbauer-Durstmüller, J. Schlager (Hrsg.): Krisenmanagement Sanierung Insolvenz, Handbuch für Banken, Management, Rechtsanwälte, Steuerberater, Wirtschaftsprüfer und Unternehmensberater. Linde Verlag, Wien 2002, S. 193–219.
- mit R. Strasser: Die Bewertung börsennotierter Unternehmen nach dem Discounted Cash Flow Verfahren – Erkenntnisse für die Wertermittlung von KMUs. In: W. Girkinger, H. Stiegler (Hrsg.): Mergers & Acquisitions Konzeption, Instrumentarien, Fallstudien. Universitätsverlag Rudolf Trauner, Linz 2001, S. 109–122.
- mit R. Strasser: Österreichische Ertragsbesteuerung im Rahmen der Kapitalwertermittlung. In: H. Burchert, T. Hering (Hrsg.): Betriebliche Finanzwirtschaft. Oldenbourg Verlag, München 1999, S. 202–209.
- mit A. Brauneis, S. Grechenig, A. Herbst und T. Schuschnig (Hrsg.): Praxishandbuch des modernen Finanzmanagements. Ein Nachschlagewerk. 1. Auflage. Linde Verlag Wien, Wien 2008 (Linde international)
- mit A. Brauneis, S. Grechenig, A. Herbst und T. Schuschnig (Hrsg.): Praxishandbuch des modernen Finanzmanagements. Linde Verlag Wien, Wien 2008.
- W. Nadvornik u. a. (Hrsg.): Managementpartner Bank – Der neue Dialog zwischen Banken und KMU. Verlag Redline Wirtschaft, Frankfurt 2004.